# Wendeschalter
Der Wendeschalter, wegen der Hauptfunktion meist als Fahrwendeschalter oder Fahrtwender bezeichnet, ist elektromechanisches Teil oder in neuerer Zeit auch elektronische Baugruppe einer Elektrolokomotive, mit welchen die Drehrichtung der Fahrmotoren umgeschaltet werden kann. Es ist so möglich, mit einer Straßenbahn oder Lokomotive vorwärts und rückwärts zu fahren.

## Funktionsweise
Mit den Wendeschaltern wird die Richtung des Stroms zu den Magnetfeldern der Motoren umgeschaltet. Dadurch ändert sich die Drehrichtung des Motors. Durch Umschalten während der Fahrt können die Fahrmotoren der Lokomotive als Generatoren (elektrische Bremse) benutzt werden. Dies erfordert eine gesteuerte Rückspeisung in die Fahrleitung und/oder eine Einrichtung, um die elektrische Energie über eine Widerstandseinrichtung in thermische Energie umzuwandeln. Wendeschalter können im stromlosen Zustand notfalls von Hand umgeschaltet werden, dies ist allerdings nur bei Stillstand der Lokomotive möglich.

## Bauweise
Um die Baugröße klein und damit das Gewicht niedrig zu halten, sind Wendeschalter nicht als Lastschalter ausgelegt. Sie werden nur im lastlosen Zustand betätigt und sind oft mit dem Stufenschalter gekoppelt. Damit wird erreicht, dass sie nur in der sogenannten Nullposition (keine Antriebsleistung) des Stufenschalters betätigt werden können.
Ist der Wendeschalter nur für einen einzelnen Motor zuständig (Normalfall), hat er oft eine mechanische Nullstellung, womit bei einem Defekt ein Fahrmotor einzeln abgetrennt werden kann. Die Betätigung in modernen Elektrolokomotiven erfolgt in der Regel pneumatisch.

## Einbauort
Die Wendeschalter sind meist mehrfach vorhanden, entweder je Drehgestell (meist als Antriebseinheit ausgebildet) ein Wendeschalter, oder für jeden Fahrmotor einzeln. Sie sind bei der Lokomotive in der Regel das letzte Schaltelement vor dem Fahrmotor und befinden sich in diesem Fall zwischen Stufenschalter und Fahrmotor.

## Entstehungsgeschichte
Zum Anfang des Elektrolokomotivbaus kannte man nur den Fahrwendeschalter. Durch die Einführung der elektrischen Widerstandsbremssysteme kam ein zweiter bauähnlicher Schalter zum Einsatz, der sogenannte Bremswendeschalter, der den Fahrmotor vom Fahren auf Bremsen umschaltete. Da die beiden Schalter eigentlich die gleiche Schaltung ausführen, werden diese Schaltungen heute durch ein Bauteil ausgeführt, durch den Wendeschalter. Dies setzt allerdings voraus, dass der Stufenschalter Bremsstellungen hat, denn durch die Kombination beider Funktionen wird im Gegensatz zu früher die Bremsenergie über den Stufenschalter zu den Bremswiderständen geführt.
Die ersten kombinierten Fahr- und Bremsstufenschalter wurden bei Einphasenwechselstrommaschinen mit einer sogenannten  Rekuperationsbremse eingesetzt, da dort die Last- und Bremsenergie über Transformator und Stufenschalter geleitet werden und somit immer die gleichen Kabel und Stromschienen benutzt werden können. Für den Generatorbetrieb muss nur eine fahrdrahtunabhängige Fremderregung der Fahrmotoren möglich sein.

## Wendeschalter in der Wechselstromtechnik
In der dreiphasigen Wechselstrom-Technik bezeichnet der Begriff Wendeschalter Schalter und Schütze, die dazu benutzt werden, den Drehsinn des Wechselstromnetzes zu ändern.

## Fortschritt der Technik, Elektronik
In neuerer Zeit werden die ehemals elektromechanischen Baugruppen in Antrieben immer mehr mit Leistungshalbleitern vollelektronisch ausgeführt. Diese Baugruppen sind weniger verschleißanfällig und einfacher bedienbar sowie teils elektronisch regelbar. Durch die elektronische Steuerung ist es möglich, die beim Bremsen anfallende Energie nicht mit Bremswiderständen in Wärme zu verwandeln, sondern nutzbringend ins Wechselstromnetz rückzuspeisen.